# Nicolás Canales
Nicolás Sebastián Canales Calas (* 27. Juni 1985 in Santiago de Chile) ist ein ehemaliger chilenischer Fußballspieler. Der Stürmer absolvierte ein Länderspiel für Chile und wurde auf Vereinsebene drei Mal national Meister in drei verschiedenen Ländern.

## Karriere

### Verein
Nicolás Canales kam 2004 aus der Jugend von CF Universidad de Chile in die Profimannschaft des Klubs und gewann in seiner Debütsaison die Meisterschaft der Apertura 2004. In der Clausura 2005 erreicht er mit La U das Finale, musste sich dort aber CD Universidad Católica im Elfmeterschießen geschlagen geben. 2006 zog es den jungen Stürmer nach Europa, wo er in der zweiten Mannschaft des Topklubs Benfica Lissabon spielte, die in der Vorsaison in die zweite Liga aufgestiegen war. Nach einer Station beim ebenfalls portugiesischen Zweitligisten Gondomar SC schloss sich Canales dem rumänischen Erstligisten CFR Cluj an, doch kam er beim neuen Klub nur auf einen Ligaeinsatz. Er wurde daher in seine Heimat zu Unión Española sowie CD Cobresal und dann an den CD Palestino 2010 fest abgegeben. Bei den Arabes blühte der Offensivspieler auf und erzielte bis Juni 2012 35 Ligatore in 74 Einsätzen.
Canales wechselte Mitte 2012 nach Aserbaidschan zu Neftçi Baku, das in der Champions League spielte. Nach Gewinn der Meisterschaft 2012/13 und des Pokals verabschiedete sich der Offensivspieler als Ligatorschützenkönig vom Klub und ging nach Chile zu Rekordmeister CSD Colo-Colo. Nachdem sein Ein-Jahres-Vertrag ausgelaufen war, kehrte Canales zu Neftçi Baku zurück und bestritt eine Saison mit dem damaligen aserbaidschanischen Rekordmeister. Im Juli 2015 wechselte der Angreifer nach Russland zu Krylja Sowetow Samara, wo er nur in der Reservemannschaft zum Einsatz kam und im Dezember 2015 schließlich sein Vertrag aufgelöst wurde. So kam er für sechs Monate ein drittes Mal nach Baku.
Nach seinem erneuten Aufenthalt in Aserbaidschans Hauptstadt schloss sich Canales dem kasachischen Zweitligisten Oqschetpes Kökschetau an. Seine beiden letzten Profijahre verbrachte er wieder in seiner Heimat. 2017 lief er für Deportes Temuco auf, 2018 beendete er seine Karriere bei den Rangers de Talca.

### Nationalmannschaft
Nicolás Canales absolvierte im Februar 2012 sein einziges Länderspiel für die A-Nationalmannschaft. Bei der 0:2-Niederlage gegen Paraguay stand der Stürmer in der Startelf und wurde nach 69 Spielminuten ausgewechselt.
2005 hatte Canales bereits mit der U-20-Nationalmannschaft bei der Südamerikameisterschaft gespielt, wo er mit seinem Team Vierter und Canales selbst zweitbester Torjäger gemeinsam mit Lionel Messi gewesen war. Durch den vierten Platz hatte sich die junge La Roja für die Weltmeisterschaft in den Niederlanden qualifiziert und war dort im Achtelfinale gegen den Gastgeber ausgeschieden.

## Erfolge
Universidad de Chile
- Chilenischer Meister: 2004-A

Cluj
- Rumänischer Meister: 2007/08
- Cupa României: 2007/08

Neftçi Baku
- Aserbaidschanischer Meister: 2012/13
- Aserbaidschanischer Pokalsieger: 2012/13

## Auszeichnungen
- Torschützenkönig der Premyer Liqası: 2012/13